# 飛上彩虹 (中視)
《飛上彩虹》是中國電視公司（中視）1984年星期六晚間大型綜藝節目，製作單位是鳳凰傳播、大才傳播，主持人是鳳飛飛，播出期間為1984年8月11日至1984年12月8日，播出時間為星期六20:00～21:30，共18集。工作人員表上的製作人是「鳳二哥」林鴻明（鳳飛飛的二哥，鳳凰傳播負責人），實際製作人是王鈞（詳見下文）。

## 歷史
《飛上彩虹》是鳳飛飛主持的第5個常態性綜藝節目，也是鳳飛飛結婚後主持的第1個節目，每集以鳳飛飛唱自己的一首歌開場。《飛上彩虹》在中視南港攝影棚與租用台北市立社會教育館（社教館）文化活動中心（今臺北市藝文推廣處城市舞台）錄影，林家慶指揮中視大樂隊現場伴奏，白國嘉與何錟光擔任導播。中視南港攝影棚錄影部分，注重單曲佈景燈光和極高難度的電腦合成影像單元。社教館錄影部分，採用戶外轉播（Outdoor Broadcasting；OB）錄影，創下邀請觀眾1200人現場參觀錄影的紀錄；舞台區46支吊桿共掛上46片不同景觀的佈景片，以透視原理搭配上百盞不同效果的燈光，將平面佈景製造出立體化效果。
《飛上彩虹》是《周末八點》的接檔節目，早在1983年即已決定製播，但鳳飛飛一秉她的嚴謹態度，不願意草率行事；所以《飛上彩虹》光是節目內容的策劃就花費了半年多，參與策劃者包括了林鴻明、白國嘉、何錟光等人；他們希望《飛上彩虹》具有當年《一道彩虹》的影子，在表現形態上相去不遠，但內容的設計要推陳出新。鳳飛飛在《飛上彩虹》加入了新的點子，例如：在英屬香港花了三個月與香港無綫電視合作拍攝一些港式口味的內容，除了鳳飛飛自己的歌唱部分以外，邀請香港藝人接受訪問及客串演出短劇；短劇多半以香港人為諷刺的重點，這些內容將以香港粵語配字幕的方式出現在《飛上彩虹》中。社教館錄影部分，鳳飛飛每星期與歌迷見面2天，這部分將佔用《飛上彩虹》一半的時間，內容有鳳飛飛與固定班底張菲、徐風、羅江、倪敏然、方正等人的表演；鳳飛飛還組成一個18人舞蹈團「康康舞蹈團」，做大型歌舞表演。中視南港攝影棚錄影部分，主要製作單歌、單景與一些特別來賓的訪問，其中徐風與方正合作演出的單元〈妙搭檔〉將是唯一固定的單元。
1983年，王鈞從「大世紀傳播」跳槽「大才傳播」，製作《飛上彩虹》。《飛上彩虹》停播後，王鈞回憶，雖然他是《飛上彩虹》實際製作人，但是當時他不能掛名，「當時很多人壓迫我，也受了一些委屈、覺得很辛苦」。
《飛上彩虹》收視率曾高至36%，遙遙領先臺灣電視公司（台視）綜藝節目《大家樂》與中華電視台（華視）綜藝節目《綜藝100》，讓已享有「戲劇王國」美名的中視多了「綜藝王國」美名，王鈞說：「她（鳳飛飛）結合大量秀場藝人演出，開『綜藝節目秀場化』先鋒；日後如《歡樂奇兵》、《鑽石舞台》，都受到這節目的影響。」《飛上彩虹》得力於製作單位的精心設計及不惜成本的投資，又得力於中視提供好的導播、場地、佈景、燈光、美術設計等，讓已播出五年的《綜藝100》黯然失色而停播。
《飛上彩虹》播出時正值日本電視節目錄影帶在臺灣流行（但當時不能合法發行），被觀眾批評：抄襲富士電視台綜藝節目《漂流者大爆笑》與TBS電視台綜藝節目《八點！全員集合》，表演方式、短劇內容與佈景道具都學得相同，鳳飛飛自開始主持節目以來就無法擺脫這兩個節目的影子，張菲、倪敏然、徐風、羅江等幾個作慣舞台秀的演員在台上耍寶的方式都如同日本的幾個短劇演員。
1984年11月5日下午，《飛上彩虹》錄影中，來賓席中的四位反共義士卓長仁、安偉建、高東萍、姜洪軍（都是六義士成員）上台給鳳飛飛獻花；安偉建說，他於本日正式擔任社教館的場地監督，《飛上彩虹》在此錄影，他理應盡地主之誼。
1984年12月8日，《飛上彩虹》播出第18集並停播，接檔節目為《黃金拍檔》。在《飛上彩虹》第18集最後一段，鳳飛飛停播感言逐字稿：
|  | 今天晚……嗯，今天早上，我到了社教館要參加錄影的時候，每一次負責搬運樂器的「大胖仔」，他在問我。他說：「飛飛啊，今天是不是錄製最後一集？」我說：「是啊！」 其實，做節目使我最傷腦筋的就是：一個開始、一個結束。記得今年7月間的時候，在社教館錄製第一集，臨開場之前，還想不出向朋友們要說出的第一句話；相對的，在今天晚上，我……我也找不到什麼字句來向觀眾說出我的結束語。 其實，這次《飛上彩虹》從播出以來，一直非常地受到觀眾朋友們的愛護和支持，這也表示觀眾對綜藝節目的愛護和關懷。這次，我很感謝，在幕前、幕後，所有曾經幫助過我、協助過我的每一位朋友。非常感激他們。沒有他們的支援，沒有今天的《飛上彩虹》。 其實，幕總是要落的，人生也是由無數鍛鍊所組成的。這次的《飛上彩虹》，將會留在我心裡頭一個很美好的回憶，我會好好地珍惜它。相同的，我祝福大家。希望將來有機會，再為您服務。再見！ |

鳳飛飛說完停播感言後，在女和聲無限重複唱〈好好愛我〉（晨曦作詞，高中正義作曲）副歌的歌聲中，《飛上彩虹》以白底黑邊黑體字的直卷軸顯示工作人員表，宣告停播。《飛上彩虹》停播後，鳳飛飛返回香港。
- 製作人：林鴻明
- 策劃：大才腦力、王鈞
- 編劇：大才腦力
- 編審：蔣紀蔆
- 主持人：鳳飛飛
- 戲劇指導：金宏
- 製作助理：楊淑娟
- 舞蹈設計：陳明忠、董成瑩、宋文輝、舞律的舞群
- 服裝設計：何彼得、芝麻
- 伴奏：中視大樂隊
- 指揮：林家慶
- 技術指導：游福治
- 攝影：平振華、葛金鵬、楊作次、姜正輝、陳秉榮、徐樹棠
- 燈光：柳國榮、陳輝雄
- 燈光器材：明利
- 視訊：黃和興、林南宏
- 音訊：郭朝陽、徐樹棠
- 音響器材：穩立
- 錄影：林福田、陳恭、劉忠義、王光雄、蔡瑞坤、劉忠勳
- 音效指導：曾教仁
- 美術指導：連錦源、江義輝
- 現場指導：林添、李振稼、張建顒、張家梁、陳明義、夏咸欽、鄭志忠、張維綱
- 助理導播：白汝珊、張玲惠、謝曼莉
- 導播：白國嘉、何錟光

## 單元
〈愛說笑〉
徐風主演的短劇單元。第9集（1984年9月播出）佈景為「彩虹補習班」，徐風扮演班主任，其他藝人扮演學生。
〈趙先生與趙太太〉
鳳飛飛與趙樹海主持的脫口秀單元。每集除了精彩逗趣的話題之外，還固定由兩人合唱一首歌作為結束。第18集合唱的歌是〈今宵多珍重〉。
2012年2月18日15:30～17:00，中視主頻播映鳳飛飛逝世特別節目《飛上彩虹 鳳飛飛懷念特輯》，哈遠儀主持。依據趙樹海在該節目中的回憶，〈趙先生與趙太太〉製作前期，鳳飛飛原想保留說說唱唱的內容，但趙樹海直接向鳳飛飛說：「說唱不適合我！」趙樹海想做類似相聲的脫口秀，鳳飛飛向趙樹海說：「我不會說相聲。」不過後來鳳飛飛開始嘗試後，趙樹海笑著向鳳飛飛說：「妳國語也不要糾正了，我們還是保持南腔北調。」但對工作要求高的鳳飛飛回應：「我不要。我要說得字正腔圓。」趙樹海笑著說：「談到國語，鳳飛飛會認輸；但提到舞台、台語，我就聽她的。」趙樹海回憶，為了這個12分鐘的單元，他與鳳飛飛可以花費15至20小時切磋，曾經從10點整開會到24點整；鳳飛飛有時候不同意他說的話，就向他的肩膀打一拳，像個小男孩。趙樹海回憶，鳳飛飛為了完美演出，十足挑剔，表演時不允許多講一字或少講一字，當時他常在下台後被鳳飛飛修理。
〈音樂教室〉
張菲與倪敏然主持的單元，訪問鳳飛飛，最後帶出鳳飛飛唱一首歌。
〈妙搭檔〉
徐風與方正合作演出的單元。
〈阿鸞與飛飛〉
鳳飛飛一人分飾二人的短劇單元。以電視鑲嵌技術讓小鳳飛飛坐在大鳳飛飛的化妝台上，與大鳳飛飛聊天。